# Yumi Lambert
Yumi Lambert (Brussel, 11 april 1995) is een Belgisch model.
Ze heeft Japanse roots via haar oma.
In 2010 tekende ze een contract bij het modellenbureau Dominique Models waardoor ze op haar zestiende een internationale carrière begon.
Vanaf 2012 heeft Yumi Lambert geparadeerd voor Prada, Miu Miu, Rodarte, Yohji Yamamoto, Victoria's Secret en zelfs Calvin Klein.
Lambert stond model voor de lente/zomer 2014-campagnes van Gap China, Hermès, Peter Pilotto voor Target, Orla Kiely en Ter et Bantine. Ze was te zien in shows voor lente/zomer 2015 collecties van 28 ontwerpers, waaronder Ralph Lauren, Balenciaga en Givenchy in september en was te zien in Sachin & Babi's lente/zomer 2015 campagne. Ze liep ook mee in de Victoria's Secret Fashion Show in december, evenals in de Pre-Fall 2015-show voor Esprit Dior.
In januari 2015 liep ze mee in Spring Haute Couture 2015-shows voor Viktor & Rolf, Versace en Dior, evenals in Max Mara's Pre-Fall 2015-show. Lambert nam ook deel aan modeshows voor herfst/wintercollecties 2015 van BCBG Max Azria, Gabriela Cadena, Jason Wu, Public School, Prabal Gurung, Donna Karan, Narciso Rodriguez, Jeremy Scott, Anna Sui, Ralph Lauren, Gucci, Philipp Plein, Moschino, Versace, Blumarine, Jil Sander, Dolce & Gabbana, Each x Other, Dries van Noten, Rochas, Vionnet, Roland Mouret, Rick Owens, Dior, Nina Ricci, Chloé en Kenzo.

## Priveleven
In haar vrije tijd tekent ze graag manga's. Ze heeft een broer genaamd Maxime.